# Oudneya
Oudneya es un género de fanerógamas perteneciente a la familia Brassicaceae. Comprende tres especies. 
Está considerado un sinónimo del género Moricandia DC.

## Especies
| - Oudneya africana - Oudneya deserti - Oudneya zygarrhena |